# Свято Трійці (срібна монета)
«Свя́то Трíйці» — пам'ятна срібна монета номіналом 10 гривень, випущена Національним банком України, присвячена одному з найбільших християнських свят на честь Трійці, яке святкують на 50-й день після Великодня (п'ятидесятниця, зелені свята).
Монету введено в обіг 14 травня 2004 року. Вона належить до серії «Обрядові свята України».

## Опис монети та характеристики
| Номінал грн. | Метал            | Маса, г      | Діаметр, мм | Якість виготовлення | Гурт     | Тираж, штук |
| ------------ | ---------------- | ------------ | ----------- | ------------------- | -------- | ----------- |
| 10           | срібло 925 проби | 31,1 / 33,62 | 38,6        | пруф                | рифлений | 10 000      |

### Аверс
На аверсі монети зображено вінок-оберіг із квітів, усередині якого розміщено малий Державний Герб України, а над ним рік карбування монети — «2004». Зліва і справа — стилізовані житні колоски, маківки та волошки. Під вінком розміщено написи — «УКРАЇНА», «10», «ГРИВЕНЬ», а також позначення металу та його проби — «Ag 925», вага в чистоті — «31,1» та логотип Монетного двору Національного банку України.

### Реверс

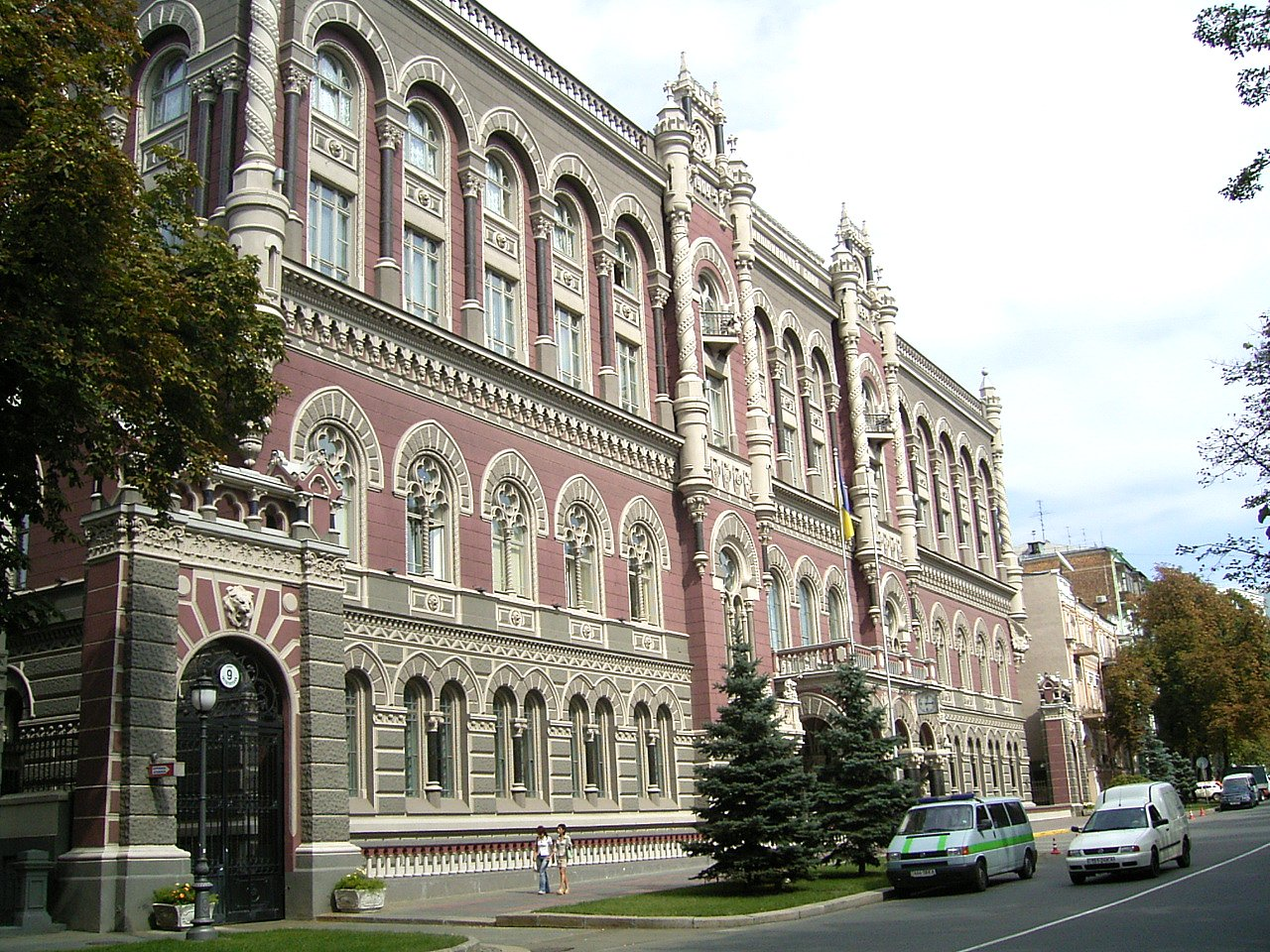
Будівля Національного банку України

На реверсі монети зображено гурт дівчат, прикрашених квітами, стрічками, вінками, серед яких центральна постать — «дівчина-тополя». Угорі над гуртом — символічне зображення святої Трійці, по обидва боки від якого півколом розміщено напис: «СВЯТО ТРІЙЦІ».

## Автори
- Художник — Кочубей Микола.
- Скульптор — Чайковський Роман.

## Вартість монети
Ціна монети — 575 гривень була вказана на сайті Національного банку України в 2012 році.
Фактична приблизна вартість монети з роками змінювалася так:
| Рік        | 2010  | 2011  | 2012  | 2013  | 2014  | 2015  | 2016  | 2017  | 2018  | 2019  | 2020  | 2021  | 2022  | 2023  | 2024  | 2025  |
| ---------- | ----- | ----- | ----- | ----- | ----- | ----- | ----- | ----- | ----- | ----- | ----- | ----- | ----- | ----- | ----- | ----- |
| Ціна, грн. | 1 450 | 1 450 | 1 450 | 1 500 | 1 350 | 3 000 | 2 700 | 3 000 | 2 200 | 1 900 | 3 500 | 2 500 | 2 700 | 3 000 | 6 700 | 6 700 |